# Cristian Trujillo
Cristian Esteban Trujillo Riascos (Dagua, 8 agosto 1998) è un calciatore colombiano, centrocampista del Deportes Tolima.

## Carriera
Cresciuto nel settore giovanile del Deportes Tolima, ha esordito in prima squadra il 14 settembre 2020 disputando l'incontro di Categoría Primera A vinto 1-3 contro il Deportivo Pasto.

## Statistiche

### Presenze e reti nei club
Statistiche aggiornate al 14 aprile 2022.
| Stagione        | Squadra         | Campionato      | Campionato | Campionato | Coppe nazionali | Coppe nazionali | Coppe nazionali | Coppe continentali | Coppe continentali | Coppe continentali | Altre coppe | Altre coppe | Altre coppe | Totale | Totale |
| Stagione        | Squadra         | Comp            | Pres       | Reti       | Comp            | Pres            | Reti            | Comp               | Pres               | Reti               | Comp        | Pres        | Reti        | Pres   | Reti   |
| --------------- | --------------- | --------------- | ---------- | ---------- | --------------- | --------------- | --------------- | ------------------ | ------------------ | ------------------ | ----------- | ----------- | ----------- | ------ | ------ |
| 2020            | Deportes Tolima | A               | 2          | 0          | CC              | 0               | 0               | CL+CS              | 0                  | 0                  |             | -           | -           | 2      | 0      |
| 2021            | Deportes Tolima | A               | 40         | 0          | CC              | 2               | 0               | CS                 | 4                  | 0                  |             | -           | -           | 46     | 0      |
| 2022            | Deportes Tolima | A               | 10         | 0          | CC              | 0               | 0               | CL                 | 1                  | 0                  | SL          | 1           | 0           | 12     | 0      |
| Totale carriera | Totale carriera | Totale carriera | 52         | 0          |                 | 2               | 0               |                    | 5                  | 0                  |             | 1           | 0           | 60     | 0      |

## Palmarès

### Club

#### Competizioni nazionali
- Campionato colombiano: 1

Deportes Tolima: 2021-I
- Súper Liga: 1

Deportes Tolima: 2022